# Aphrodita aculeata
Guldmus (Aphrodita aculeata) är en ringmaskart som beskrevs av Carl von Linné 1758. Aphrodita aculeata ingår i släktet Aphrodita och familjen Aphroditidae. Arten är reproducerande i Sverige. Inga underarter finns listade i Catalogue of Life.

## Bildgalleri

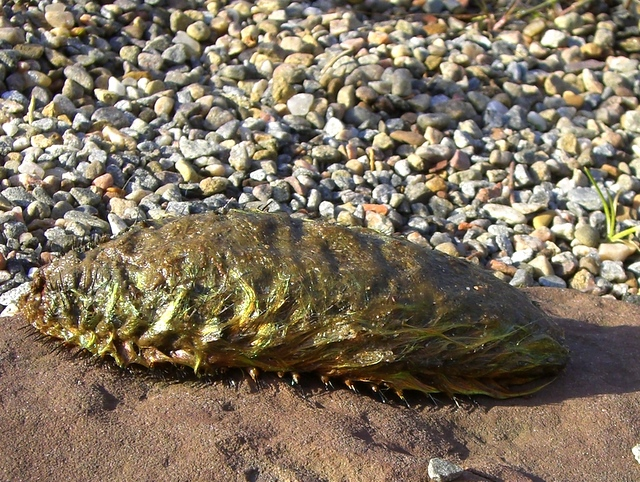
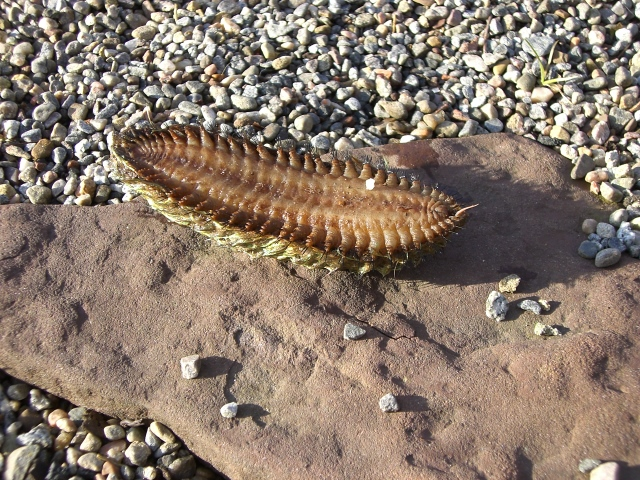
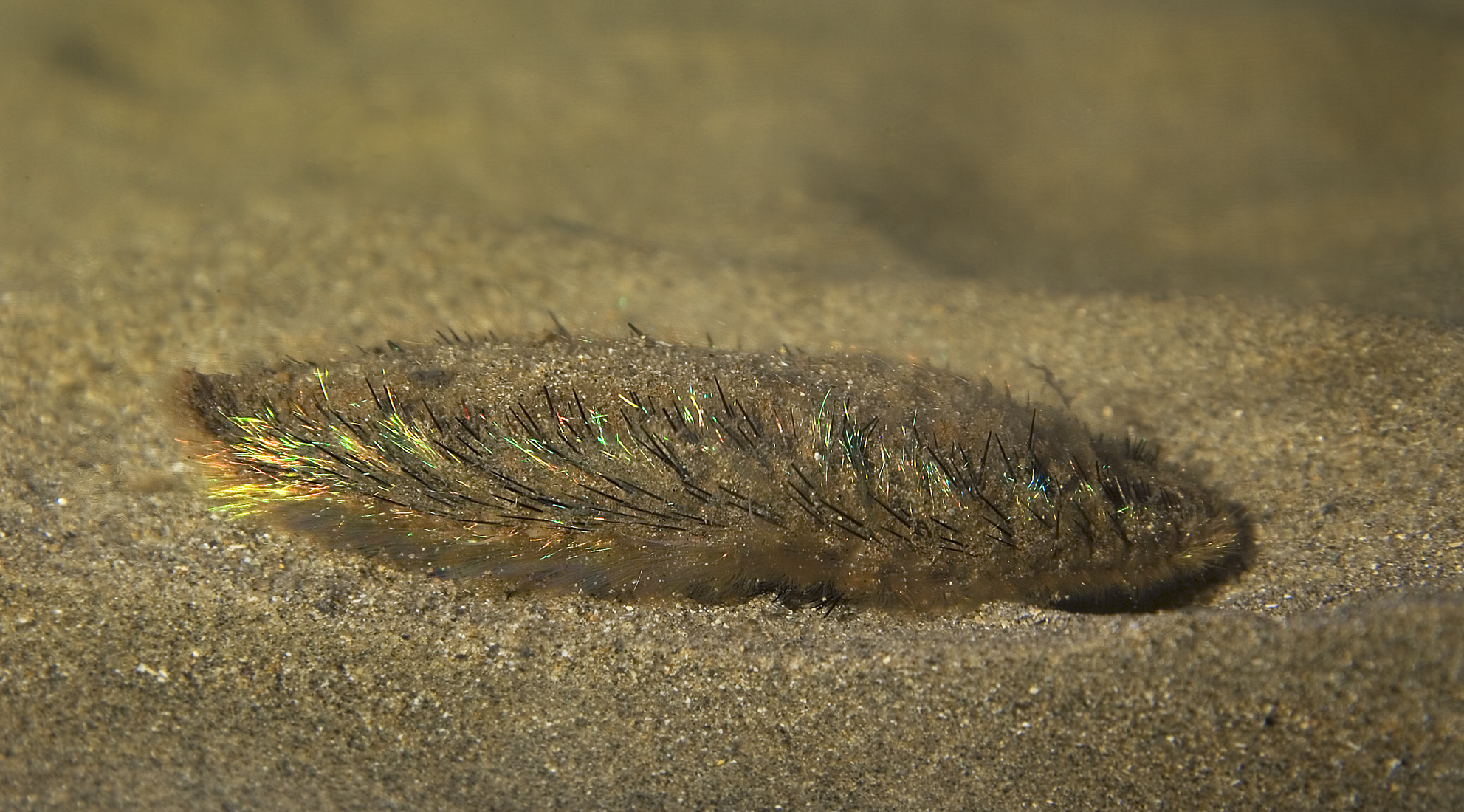
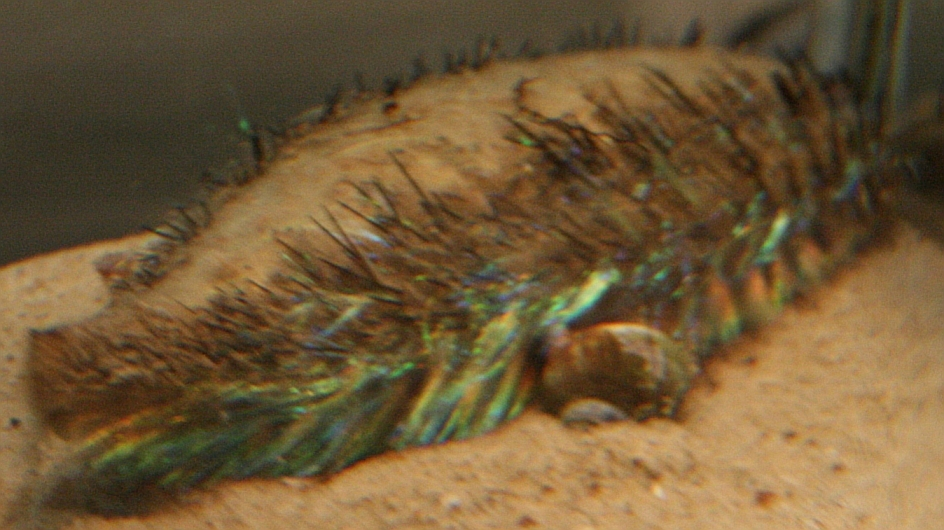
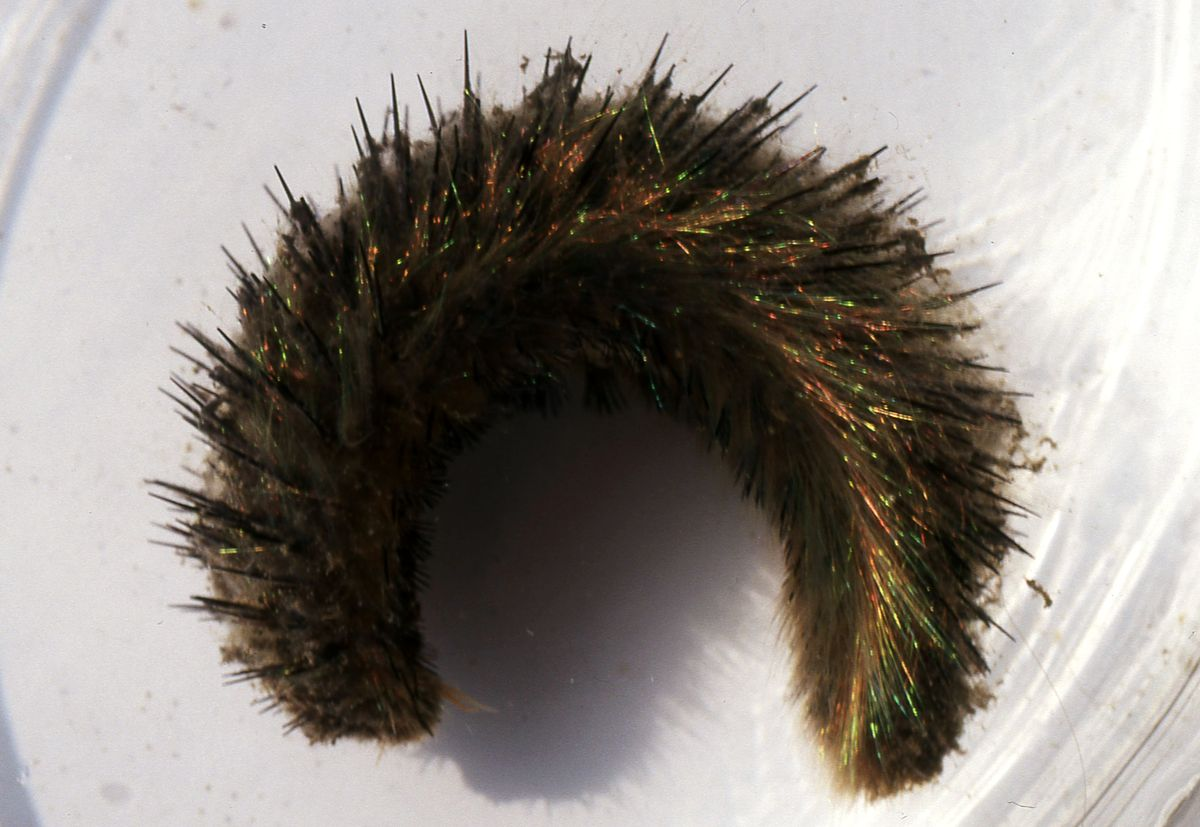
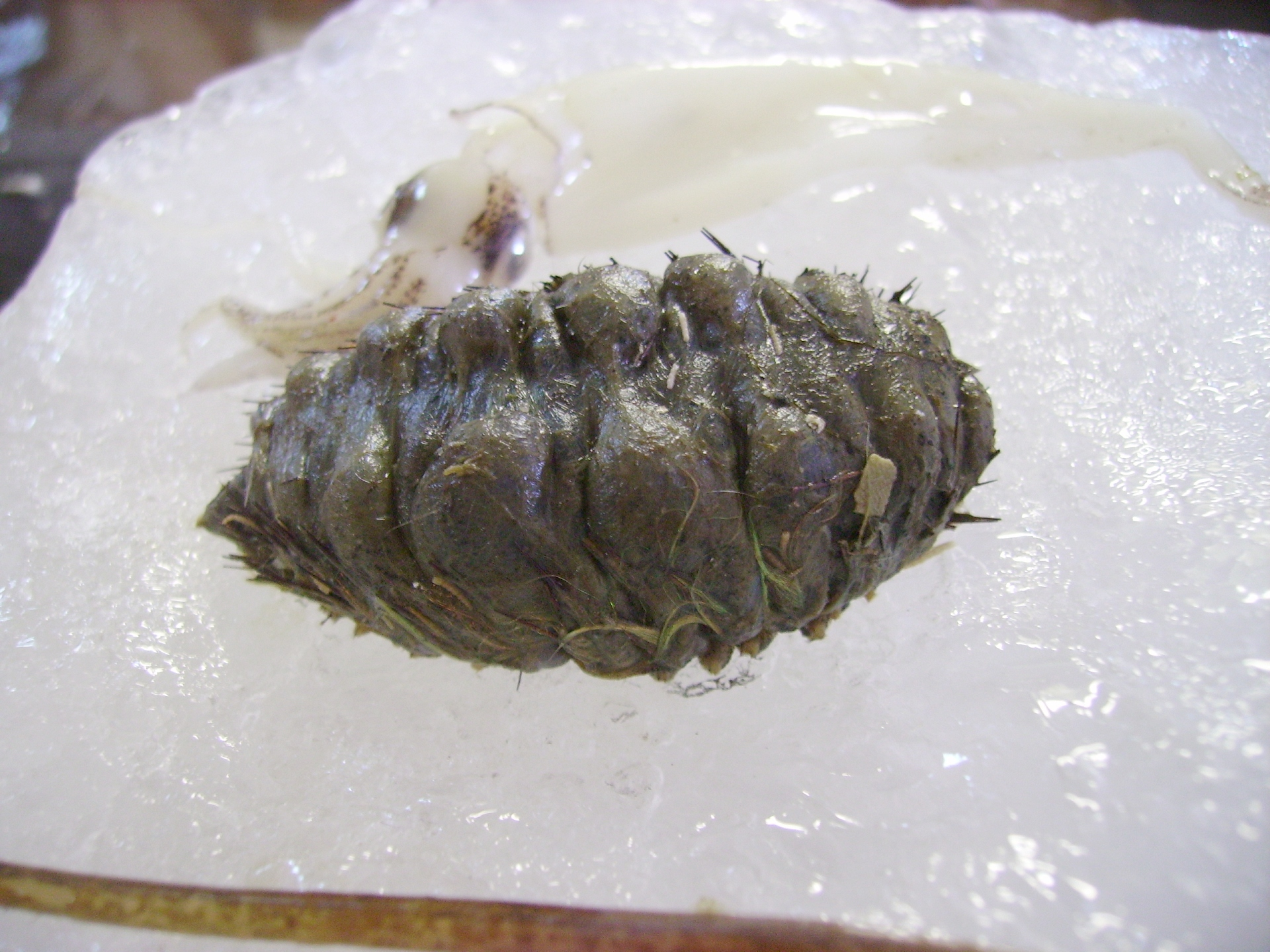